# 魔夏の戦士
『魔夏の戦士』（まなつのせんし）は、秋田書店の『月刊少年チャンピオン』1983年11月号に掲載された漫画作品。長谷川裕一のデビュー作となった漫画である。

## あらすじ
6月以降4か月間晴れなかったある年のこと、トオルはデビュー間もないアイドル白樹美陽とテレビ越しに目が合う。何かを感じたトオルは彼女のコンサートに行くが、そこに怪物が現れる。ステージに上がり美陽をかばうトオルに美陽は一振りの剣を渡す。怪物は“紡がれた抽象”であり、闇や恐怖が具現化したものだった。怪物の親玉は時空を越えたコレクター、ジバリクであり、美陽とトオルの命を奪いに来ると告げ消える。そのまま美陽と逃げ出すトオルだが、再び襲って来たジバリクに剣を砕かれ美陽をさらわれてしまう。意気消沈するトオルの目に飛び込んで来たものは美陽の通った軌跡だった。その時トオルは気付く。彼女も“紡がれた抽象”だったことに。ジバリクを追って駆け出したトオルはついにジバリクを倒し、美陽を解放する。感謝の言葉とともに消える美陽。翌日、ほんの1日だけ“夏”が来た。

## 登場人物
トオル
主人公。会話からおそらく中学校3年生の男子。怪物から美陽を救いそのまま逃避行に付き合う。美陽の声が届く特別な人間。ジバリクから美陽を取りかえすために走ったときには自動車を追い越した。
白樹美陽（しらき みよ）
劇中時間で4か月前にデビューした女性アイドル歌手。実は人間ではなく、夏（紡がれた抽象）。ジバリクに捕らえられたが剣を盗んで逃走、自分を助けてくれる人を探すためにアイドル歌手になった。背中に4枚の虫のような羽根が生えている。
ジバリク
時空を越えて美しいものを集めるコレクター。そのコレクションは多岐に渡る。老婆のような姿をしているが実体ではない。美陽を地球の主から買い取る（美陽はウソだと否定）が、トオルに阻まれて入手をいったんあきらめる。しかし、トオルが彼女の真の名前を忘れた頃にまた来ると言い残した。
トオルの友人
トオルがテレビから美陽の声を聞いたことを相談した友人。思春期にはよくあることとなぐさめた。
紡がれた抽象
美陽のステージに乱入した怪物や、トオルの学校で2人を襲った怪物など。闇や恐怖、光や風といった抽象的な観念が具現化したもの。

## 単行本
秋田書店、少年チャンピオンコミックスエクストラの『BEMADER・P』に収録。
初版：1989年9月25日 ISBN 4253132065